# Марино (Нефтекамський міський округ)
Ма́рино (рос. Марино, башк. Марино) — присілок у складі Башкортостану, Росія. Входить до складу Нефтекамського міського округу.
Населення — 471 особа (2010, 279 у 2002).
Національний склад:
- башкири — 75 %